# Амос (пророк)
Амос (на иврит: עָמוֹס) е еврейски религиозен деец от VIII век пр. Хр.
Известен е от Стария завет, който му приписва авторството на „Книга на пророк Амоса“. Според нея той е по-възрастен съвременник на пророците Осия и Исаия и работи около 750 година пр. Хр., по времето на израилския цар Йеровоам II.